# 2011 QJ21
2011 QJ21 es un asteroide Apolo y un objeto próximo a la Tierra (NEO) con un diámetro estimado entre 33 y 75 metros. El cuerpo pasará a una distancia nominal de 4.961.411 km (0.033 UA) de la Tierra, el 19 de agosto de 2023.

## Datos de aproximación más cercana
| Fecha/Hora (UTC)                      | Distancia mínima a la Tierra | Distancia mínima a la Tierra | Distancia máxima a la Tierra | Distancia máxima a la Tierra | Velocidad relativa (km/s) |
| Fecha/Hora (UTC)                      | km                           | UA                           | km                           | UA                           | Velocidad relativa (km/s) |
| ------------------------------------- | ---------------------------- | ---------------------------- | ---------------------------- | ---------------------------- | ------------------------- |
| 19 de agosto de 2023, 09:40 ± 5_07:17 | 4.817.842                    | 0,03221                      | 30.469.278                   | 0,20367                      | 15.05                     |

No hay riesgo de un impacto en la Tierra durante el acercamiento a la Tierra en agosto de 2023. Suponiendo que el asteroide tiene entre 14 y 30 metros de diámetro, un impacto por él no alcanzaría el suelo y se desfragmentaría a unos 30 km de la superficie.